# Darri Ingolfsson
Darri Ingolfsson es un actor islandés-estadounidense, más conocido por haber interpretado a Páll Baldvinsson en Boðberi.

## Carrera
Entre 2005 y 2006, apareció en pequeños papeles en películas como The Girl in the Café y en Flags of Our Fathers.
En 2010 interpretó a Páll Baldvinsson en Boðberi. En 2011 obtuvo un pequeño papel como un policía en la película The Girl with the Dragon Tattoo. En marzo de 2012, apareció en un video llamado "Muppets vs. Goldman Sachs" en FunnyorDie.com. En 2012 apareció en la nueva serie de ABC Last Resort interpretando a Robert. En 2013 interpretó a Saxon, en la serie de Showtime Dexter.

## Filmografía
Serie de televisión
| Año             | Título      | Papel                     | Notas                                           |
| --------------- | ----------- | ------------------------- | ----------------------------------------------- |
| 2012 - presente | Last Resort | Robert                    | junto a Scott Speedman & Autumn Reeser          |
| 2011            | Canvassing! | Marcos                    | tv serie                                        |
| 2008            | Mannaveiðar | -                         | tv serie                                        |
| 2006            | Nova        | Godfred Hansen            | episodio "Arctic Passage: Prisoners of the Ice" |
| 2013            | Dexter      | Oliver Saxon/Daniel Vogel | Temporada 8 6 episodios                         |

Películas
| Año  | Título                                      | Papel              | Notas                                                                    |
| ---- | ------------------------------------------- | ------------------ | ------------------------------------------------------------------------ |
| 2012 | Escape                                      | Hombre             | corto - junto a Julia Sandberg Hansson & Sandra Johnson                  |
| 2012 | Joshua Tree, 1951: A Portrait of James Dean | James DeWeerd      | junto a James Preston, Dan Glenn & Erin Daniels                          |
| 2012 | I Have No Hold on You                       | Alex               | corto - junto a Rebecca Egender, Mickey Sumner & Anthony James Whitewolf |
| 2011 | The Girl with the Dragon Tattoo             | Oficial de Policía | junto a Daniel Craig & Rooney Mara                                       |
| 2010 | Boðberi                                     | Páll Baldvinsson   | junto a Ísgerður Elfa Gunnarsdóttir & Jón Páll Eyjólfsson                |
| 2009 | Njálsgata                                   | Thorir             | corto - junto a Dóra Jóhannsdóttir & Jörundur Ragnarsson                 |
| 2006 | Flags of Our Fathers                        | Soldado Herido     | junto a Jesse Bradford, Paul Waker & Adam Beach                          |
| 2006 | Red Canopy                                  | Wilksey            | junto a Carlos Ramos & Denise Scott Davis                                |
| 2005 | The Girl in the Café                        | Camarero           | junto a Bill Nighy & Kelly Macdonald                                     |
| 2006 | The Search for the Northwest Passage        | Godfred Hansen     | junto a Kåre Conradi, Thom Fell & Christian Rubeck                       |

Productor
| Año  | Película | Notas              |
| ---- | -------- | ------------------ |
| 2010 | Boðberi  | productor asociado |

Teatro
| Año | Obra                   | Personaje | Teatro                       |
| --- | ---------------------- | --------- | ---------------------------- |
| -   | The Hotel in Amsterdam | -         | The Donmar Warehouse Theatre |
| -   | Yorgjin Oxo            | -         | Theatre 503                  |
| -   | Sitji Guds Englar      | -         | Icelandic National Theatre   |